# Mina Petrila

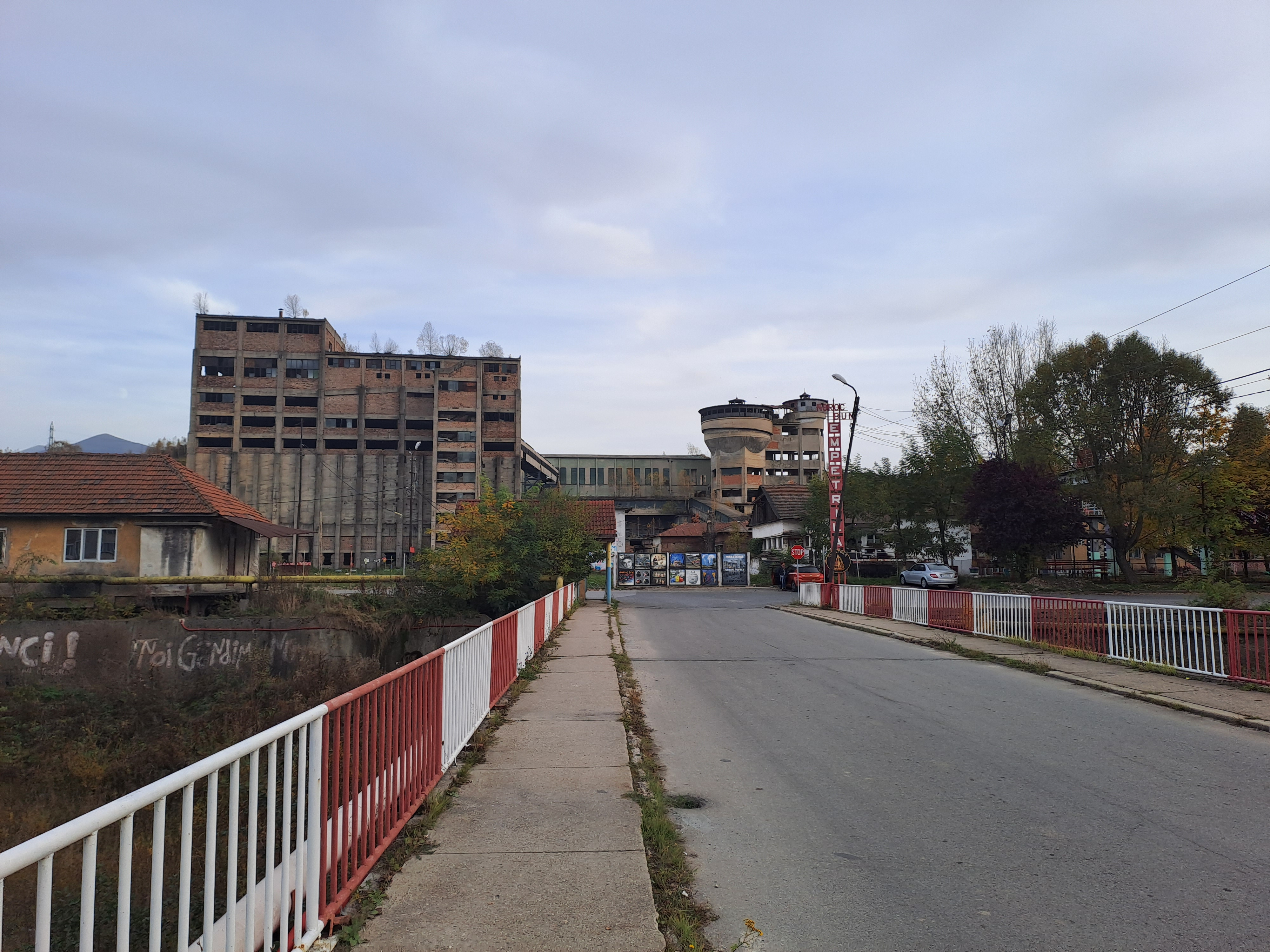

Mina Petrila a fost o exploatare minieră din România. A fost înființată la 1859 de un consorțiu format de prinții Maximilian și Egon Fürtenberg, contele Otto Chotek, baronii Luis și Moricz Haber.
Este cea mai mare și cea mai adâncă mină din Valea Jiului, coborând în pământ aproape 1.000 de metri.
Accidente:
- 12 decembrie 1872: 17 mineri sunt omorâți de o explozie provocată de o acumulare de metan amestecat cu praf de cărbune [1]
- 1982: 14 mineri au murit, iar alți 15 au fost răniți [1]
- 15 noiembrie 2008: 13 morți și 12 răniți grav [1][2][3]
- 12 iunie 2012: doi mineri au fost răniți într-o deflagrație [4]

## Accidentul din 2008
În dosarul accidentului din 2008, procurorii au depus o plângere penală pentru a-i identifica pe vinovații de dispariția aparatului de măsurare a gazelor din subteran, probă importantă în respectiva anchetă.
În noiembrie 2010, cei trei inculpați în dosarul exploziei de la Mina Petrila, fostul director, Aurelian Necula, împreună cu Gheorghe Roșu, fost inginer-șef cu securitatea și sănătatea în muncă, și Ștefan Dan Ungur, fost șef al sectorului aeraj și șef al stației de salvare minieră, au fost condamnați la închisoare de magistrații Judecătoriei Târgu-Jiu. Sentința a devenit definitivă în decembrie 2013.